# Dalmafon
Wydawnictwo Fonograficzne Dalmafon – polskie wydawnictwo fonograficzne z siedzibą w Łodzi.

## Działalność
Przedsiębiorstwo zostało założone w 1994 przez Marka Sztanderę. Początkowo zajmowało się sprzedażą wysyłkową płyt. Przy czym, zamówienia często przychodziły drogą pocztową bądź były składane telefonicznie.
Firma zajmuje się wydawaniem, sprzedażą i promocją płyt muzyki przeważnie z gatunku folk, poezja śpiewana, szanty, jazz lub rock. Pod logiem firmy ukazują się również niekiedy książki.

## Linki zewnęt
- Oficjalna strona Dalmafonu (pol.)